# Львовский государственный ювелирный завод
Львовский государственный ювелирный завод (укр. Львівський державний ювелірний завод) — единственный государственный ювелирный завод Украины. Находится во Франковском районе Львова.
Помимо изготовления и ремонта ювелирных украшений, завод выполняет изготовление орденов и знаков отличия из драгоценных металлов по заказу государственных органов Украины.

## История

### 1944 - 1991
27 августа 1944 года начал работу Львовский завод металлических изделий, в 1950 году преобразованный в ювелирную фабрику.
В 1954 году на фабрике были введены в эксплуатацию гальванический цех и инструментально-экспериментальный цех, в 1957 году - создан технический отдел.
В 1972 году фабрика была переведена в новый производственный корпус и получила новое наименование: "Львовский ювелирный завод". В этом же году предприятие освоило выпуск ювелирных изделий из золота 583°.
В 1973 году предприятие освоило выпуск ювелирных изделий с драгоценными камнями.
В 1974 году на базе Львовского ювелирного завода и Львовского специализированного конструкторского технологического бюро было создано Львовское производственно-техническое объединение "Ювелирпром" (с 1976 года - Львовское производственное объединение "Ювелирпром").

### После 1991
После провозглашения независимости Украины, в 1992 году Львовское производственное объединение "Ювелирпром" было реорганизовано в государственное предприятие "Львовский государственный ювелирный завод".
3 марта 1995 года завод был внесён в перечень предприятий и организаций Украины, которые не подлежат приватизации в связи с их общегосударственным значением.
2 марта 1998 года завод получил право использовать государственное пробирное клеймо для маркировки ювелирных и иных изделий из драгоценных металлов собственного производства.
28 марта 1998 завод был включён в состав государственной акционерной компании "Украинские полиметаллы".
В 2000 году на заводе была введена в эксплуатацию компрессорная станция.
В 2002 году при заводе был создан торговый центр (в состав которого вошли фирменный магазин завода "Галицькі золотарі", магазин-салон и пункт обмена лома драгоценных металлов).
В 2005 году объём производства завода увеличился на 14,4% в сравнении с объёмом производства 2004 года.
В апреле 2007 года государственная акционерная компания "Украинские полиметаллы" и входящие в её состав предприятия (в том числе. Львовский государственный ювелирный завод) были переданы из сферы управления министерства охраны окружающей природной среды в ведение министерства промышленной политики Украины.
Начавшийся в 2008 году экономический кризис осложнил положение предприятия. В декабре 2008 года директор завода вошёл в состав созданного при городском голове совета директоров предприятий Львова, однако чтобы сохранить объёмы продаж на прежнем уровне завод на 10% снизил цены на выпускаемые ювелирные изделия.
В начале 2009 года директор завода сообщил в интервью, что в продаже появилась поддельная ювелирная продукция с маркировкой Львовского государственного ювелирного завода (в июне 2009 года было установлено, что маркировку завода незаконно использовали украинские частные предприятия "Золотий квартал" и "Дещиця А.Б.").
Весной 2011 года специалистами завода был разработан дизайн знака Св. Юрия, в начале мая 2011 года заводом был изготовлен первый экземпляр награды.
В 2011 году завод выплатил в бюджет свыше 23 млн. гривен налогов.
В 2012 году завод выплатил в бюджет свыше 15 млн. гривен налогов. В декабре 2012 года завод был лишён права использовать государственное пробирное клеймо для маркировки ювелирных и иных изделий из драгоценных металлов собственного производства (и с этого времени завод маркирует выпускаемые изделия только фирменным клеймом завода).
По состоянию на начало 2013 года, завод выпускал около 4 тыс. наименований продукции, при этом почти все ювелирные изделия изготавливались из золота 585-й пробы, а небольшая часть - из лигатуры (сплава серебра и меди).
23 марта 2014 в соответствии с распоряжением Кабинета министров Украины завод был передан в ведение министерства экономического развития и торговли Украины.
В связи с ухудшением состояния экономики Украины в 2014 году и сокращением платежеспособного спроса на продукцию завода к концу августа 2014 года завод работал с использованием 20-30% производственных мощностей.
20 ноября 2019 года завод был передан в управление Фонда государственного имущества Украины.